# Pavonia restiaria
Pavonia restiaria es una planta fanerógama de la familia de las malváceas descubierta para la ciencia por Moisés de Santiago Bertoni. No hay subespecies que figuren en el Catalogue of Life.